# Resolução do último teorema de Fermat
O Último Teorema de Fermat afirma que não existe nenhum conjunto de inteiros positivos x, y, z e n com n maior que 2 que satisfaça {\displaystyle x^{n}+y^{n}=z^{n}.}
Se n é um número inteiro maior que 2, então não existem números inteiros positivos x, y e z, que satisfaçam a igualdade:
Durante os Séculos XVIII, XIX e início do Século XX, vários matemáticos brilhantes tentaram solucionar o Último Teorema de Fermat, embora esses esforços tenham terminado em fracasso, eles levaram à criação do maravilhoso arsenal de ferramentas e técnicas matemáticas que foram vitais para as últimas tentativas de se conseguir uma demonstração.
Foram aproximadamente 358 anos de tentativas de solucionar ou provar a incoerência do problema. Dentre os grandes matemáticos que tentaram solucionar o problema ao longo dos tempos, podemos mencionar: Leonhard Euler, Dirichlet (1828), Legendre (1830), Gabriel Lamé (1839), Sophie Germain, Ernst Kummer e mais recentemente, Wagstaff (1980).
Em 1995, 358 anos após sua formulação, a Prova matemática foi finalmente encontrada pelo matemático britânico Andrew Wiles - com a ajuda de Richard Taylor). Por conta disso, o Último Teorema de Fermat passou a ser conhecido como o mais famoso e duradouro teorema matemático de seu tempo. Por ter sido provado matematicamente por Andrew Wiles, este teorema passou a ser chamado também por Teorema de Fermat-Wiles.

## Resolução porPierre de Fermat
Analisando observações sobre o Teorema de Pitágoras, Pierre de Fermat observa a equação  x² +y² = z². Ao tentar substituir o expoente "2" pelo número "3", nota que não há solução. Prosseguiu substituindo o número que representava a potência por números maiores que 3, e continuou sem obter solução. Com isso, chegou a uma equação generalizada, {\displaystyle x^{n}+y^{n}=z^{n},} em que n representa os números 3, 4, 5, ...que também não possuíam solução.
Fermat então escreveu:
"É impossível para um cubo ser escrito como a soma de dois cubos ou uma quarta potência ser escrita como a soma de duas quartas potências ou, em geral, para qualquer número que é uma potência maior do que a segunda, ser escrito como a soma de duas potências com o mesmo expoente”.
Possivelmente, Fermat teria encontrado a solução para a proposição, pois este teria divulgado a seguinte nota:
“Descobri uma demonstração maravilhosa desta proposição que, no entanto, não cabe nas margens deste livro”.
Fermat relatou ter desenvolvido um teorema para provar essa hipótese, mas nunca o publicou. Assim, esta conjectura ficou por demonstrar e constituiu um verdadeiro desafio para os matemáticos ao longo dos tempos, apesar de parecer simples e o enunciado ser fácil de entender. Apesar da solução para este teorema ter sido descoberta, até hoje é um mistério para a comunidade matemática de como era a demonstração original que Fermat obteve. Muitos conhecimentos matemáticos utilizados para a demonstração moderna não existiam naquela época, colocando até em dúvida se Fermat realmente conseguiu fazer tal feito.
Os métodos usados por Andrew Wiles eram de fato desconhecidos quando Fermat escreveu e parece extremamente improvável que Fermat tenha conseguido obter toda a matemática necessária para demonstrar uma solução. O próprio Wiles disse "é impossível, esta é uma demonstração do Século XX".
Então, ou há uma prova mais simples que os matemáticos ainda não encontraram, ou Fermat simplesmente estava errado ao afirmar que havia encontrado uma solução para este Teorema. Por essa razão, várias provas incorretas, mas a princípio plausíveis, que estavam ao alcance de Fermat são particularmente interessantes. A mais conhecida baseia-se na suposição errônea da singularidade da decomposição em factores primos funções em todos os anéis dos elementos integrais dos campos em números algébricas (para maiores explicações, ver Domínio fatorial).
Esta é uma explicação aceitável para muitos especialistas em teoria dos números, considerando também que muitos dos principais matemáticos que trabalharam no problema seguiram esse caminho e às vezes até acreditavam sinceramente que haviam demonstrado o teorema, apenas para depois admitir que falharam.

## Resolução porAndrew Wiles
A solução do matemático britânico Andrew Wiles para o Último Teorema de Fermat é uma prova de um caso especial do Teorema da Modularidade para curvas elípticas. Este, juntamente com o Teorema de Ribet, fornece uma prova para o Último Teorema de Fermat. Tanto o Último Teorema de Fermat quanto o Teorema da Modularidade eram quase universalmente considerados inacessíveis à prova pelos matemáticos contemporâneos, o que significa que se acreditava que era impossível provar usando o conhecimento atual.
Wiles usou a técnica da Prova por contradição, na qual se assume o oposto do que deve ser provado e, se isso fosse verdade, criaria uma contradição. A contradição mostra que a suposição estava incorreta, o que acabou por provar o Último Teorema de Fermat.
Após 7 anos dedicando-se ao problema, Wiles anunciou pela primeira vez sua prova na quarta-feira, 23 de junho de 1993, numa palestra em Cambridge intitulada "Modular Forms, Elliptic Curves and Galois Representations". No entanto, em setembro de 1993, foi encontrado um erro na prova. Um ano depois, na segunda-feira, 19 de setembro de 1994, no que ele chamaria de "o momento mais importante de sua vida profissional", Wiles descobriu uma revelação que lhe permitia corrigir a prova para a satisfação da comunidade matemática. A prova corrigida foi publicada em 1995.
A prova de Wiles usa muitas técnicas da geometria algébrica e teoria dos números, e tem muitas ramificações nesses ramos da matemática. Ele também usa construções padrão da geometria algébrica moderna, como a categoria de esquemas e a Teoria de Iwasawa, e outras técnicas do Século XX que não estavam disponíveis para Fermat.
Juntos, os dois artigos que contêm a prova matemática têm 129 páginas, e consumiram mais de sete anos do tempo de pesquisa de Wiles. John Coates descreveu a prova como "uma das maiores realizações da teoria dos números", e John Conway chamou isso de "a solução matemática do século". O caminho de Wiles para provar o Último Teorema de Fermat, através da demonstração do teorema da modularidade para o caso especial de curvas semi-elípticas, estabeleceu técnicas poderosas de levantamento de modularidade e abriu novas abordagens para vários outros problemas. Para resolver o Último Teorema de Fermat, ele foi condecorado e recebeu outras honras como o Prêmio Abel de 2016. Ao anunciar que Wiles ganhou o Prêmio Abel, a Academia Norueguesa de Ciências e Letras descreveu sua conquista como uma "prova impressionante".

### Conjectura de Shimura-Taniyama
Separadamente de qualquer coisa relacionada ao Ultimo Teorema de Fermat, nos anos 1950 e 1960, o matemático japonês Goro Shimura, baseando-se em idéias propostas por Yutaka Taniyama, conjeturou que uma conexão poderia existir entre curvas elípticas e formas modulares. Estes eram objetos matemáticos sem conexão conhecida entre eles. Taniyama e Shimura colocaram a questão se, desconhecidos pelos matemáticos, os dois tipos de objetos eram na verdade objetos matemáticos idênticos, vistos apenas de maneiras diferentes.
Eles conjeturaram que toda curva elíptica racional também é modular. Isso ficou conhecido como a "Conjectura de Taniyama-Shimura". No Ocidente, essa conjectura tornou-se bem conhecida através de um artigo de 1967 de André Weil, que deu evidências conceituais a respeito; assim, às vezes, é chamada de "Conjectura de Taniyama-Shimura-Weil".
Por volta de 1980, muitas evidências haviam sido acumuladas para formar conjecturas sobre curvas elípticas, e muitos trabalhos haviam sido escritos examinando as consequências se a conjetura fosse verdadeira, mas a própria conjuntura real não foi provada e geralmente considerada inacessível - significando que matemáticos acreditavam em uma prova da conjectura foi provavelmente impossível usando conhecimentos atuais.
Durante décadas, a conjectura continuou sendo um problema importante, mas não resolvido, na matemática. Cerca de 50 anos após a primeira proposta, a conjetura foi finalmente comprovada e renomeada como Teorema da Modularidade, em grande parte como resultado do trabalho de Andrew Wiles descrito abaixo.

### Curva de Frey
Em outro ramo separado do desenvolvimento, no final dos anos 1960, Yves Hellegouarch surgiu com a ideia de associar soluções (a, b, c) da equação de Fermat com um objeto matemático completamente diferente: uma curva elíptica. Tal curva consiste em todos os pontos no plano cujas coordenadas (x, y) satisfazem a relação
{\displaystyle y^{2}=x(x-a^{n})(x+b^{n}).}
Tal curva elíptica gozaria de propriedades muito especiais, que são devidas ao aparecimento de altas potências de inteiros em sua equação e ao fato de que an + bn = cn também é uma enésima potência.
Em 1982-1985, Gerhard Frey chamou a atenção para as propriedades incomuns dessa mesma curva, agora chamada de curva de Frey. Ele mostrou que era provável que a curva pudesse ligar Fermat e Taniyama, já que qualquer contraexemplo do Último Teorema de Fermat provavelmente implicaria também que existia uma curva elíptica que não era modular.
Em linguagem simples, Frey havia mostrado que havia boas razões para acreditar que qualquer conjunto de números (a, b, c, n) capazes de refutar o Último Teorema de Fermat, também poderia (provavelmente) ser usado para refutar a Conjectura de Taniyama-Shimura. Portanto, se a Conjectura de Taniyama-Shimura fosse verdadeira, nenhum conjunto de números capazes de refutar o Último Teorema de Fermat poderia existir, então o Último Teorema de Fermat teria que ser verdadeiro também.
(Matematicamente, a tal Conjectura diz que cada curva elíptica com coeficientes racionais pode ser construída de uma maneira totalmente diferente, não dando sua equação, mas usando funções modulares para parametrizar coordenadas xey dos pontos nela. Assim, de acordo com a conjectura , qualquer curva elíptica sobre Q teria que ser uma curva elíptica modular, mas se houvesse uma solução para a equação de Fermat com não-zero a, b, c e n maior que 2, a curva correspondente não seria modular, resultando em uma contradição).
Se o elo identificado por Frey pudesse ser provado, então, por sua vez, isso significaria que uma prova ou refutação de qualquer um deles - Último Teorema de Fermat ou a Conjectura de Taniyama-Shimura simultaneamente provaria ou negaria o outro.

### Teorema de Ribet
Para fazer o elo entre as 2 propostas, foi necessário mostrar que a intuição de Frey estava correta: ou seja, que uma curva de Frey, se existisse, não poderia ser modular.
Em 1985, Jean-Pierre Serre forneceu uma prova parcial de que uma curva de Frey não poderia ser modular. Serre não forneceu uma prova completa de sua proposta; a parte que faltava (que Serre havia notado desde o início) ficou conhecida como Conjectura Épsilon ou "Conjectura ε" (atualmente conhecida como Teorema de Ribet). O principal interesse de Serre era uma conjectura ainda mais ambiciosa, a conjectura de Serre sobre as representações modulares de Galois, o que implicaria a Conjectura de Taniyama-Shimura. No entanto, sua prova parcial chegou perto de confirmar a ligação entre Fermat e Taniyama.
No verão de 1986, Ken Ribet conseguiu provar a Conjectura Épsilon, que então passou a ser chamada como Teorema de Ribet. Seu artigo foi publicado em 1990. Ao fazê-lo, Ribet finalmente provou a ligação entre os dois teoremas confirmando, como Frey havia sugerido, que uma prova da Conjectura de Taniyama-Shimura para os tipos de curvas elípticas que Frey havia identificado, junto com Teorema de Ribet, também provaria o Último Teorema de Fermat:
Em termos matemáticos, o Teorema de Ribet mostrou que se a representação de Galois associada a uma curva elíptica tem certas propriedades (que a curva de Frey tem), então essa curva não pode ser modular, no sentido de que não pode existir uma forma modular que dê origem ao mesmo Representação de Galois.

### Prova matemáticadeAndrew Wiles

#### Situação antes da prova deAndrew Wiles
Seguindo os desenvolvimentos relacionados à Curva de Frey, e sua ligação com Fermat e Taniyama, uma prova do Último Teorema de Fermat viria de uma prova da Conjectura de Taniyama-Shimura - ou pelo menos uma prova da conjectura para os tipos de curvas elípticas que incluíam a equação de Frey (conhecida como curvas elípticas semiestáveis).
- A partir do Teorema de Ribet e da Curva de Frey, quaisquer 4 números que pudessem ser usados para refutar o Último Teorema de Fermat também poderiam ser usados para fazer uma curva elíptica semiestável ("curva de Frey") que nunca poderia ser modular;
- Mas se a Conjectura de Taniyama-Shimura fosse também verdadeira para curvas elípticas semiestáveis, então, por definição, toda curva de Frey existente deveria ser modular.
- A contradição poderia ter apenas uma resposta: se o Teorema de Ribet e a Conjectura de Taniyama-Shimura para as curvas semiestáveis fossem verdadeiras, então significaria que não poderia haver soluções para a equação proposta por Fermat - porque então não haveria curvas de Frey em tudo, significando que não existiriam contradições. Isso finalmente provaria matematicamente o Último Teorema de Fermat.

No entanto, apesar dos progressos realizados por Serre e Ribet, essa abordagem de Fermat também foi amplamente considerada inutilizável, uma vez que quase todos os matemáticos viram a Conjectura de Taniyama-Shimura como completamente inacessível à prova com o conhecimento atual. [1]: 205, 223, 226 Por exemplo, o ex-supervisor de Wiles, John Coates, afirmou que parecia "impossível provar realmente", e Ken Ribet considerava-se "um da vasta maioria das pessoas que acreditavam que era completamente inacessível".

### Sumário da Solução deAndrew Wiles
| #                                                                           | Desdobramentos da Prova Matemática | Comentários |
| Parte 1: Preparação da Prova Matemática                                     | | |
| 1                                                                           | Nós começamos assumindo que o último teorema de Fermat está incorreto. Isso significa que há pelo menos uma solução diferente de zero (a, b, c, n) (com todos os números racionais, e n > 2, e primos) deve existir para um an + bn = cn. | |
| 2                                                                           | O teorema de Ribet (usando o trabalho de Frey e Serre) mostra que podemos criar uma curva elíptica semiestável E usando os números (a, b, c e n), que nunca são modulares. Vamos configurar a nossa prova vendo inicialmente o que acontece se o Último Teorema de Fermat estiver incorreto e mostrando (esperançosamente) que isso sempre levaria a uma contradição. | Se pudermos provar que todas essas curvas elípticas serão modulares (o que significa que elas correspondem a uma forma modular), então temos nossa contradição e provamos nossa suposição (que tal conjunto de números existe) estava errada. Se a suposição estiver errada, isso significa que não existem tais números, o que prova que o Último Teorema de Fermat está correto. |
| 3                                                                           | Suponha que o último teorema de Fermat esteja incorreto. Isso significa que um conjunto de números (a, b, c e n) deve existir, que é uma solução da equação de Fermat, e podemos usar a solução para criar uma curva de Frey que é semiestável e elíptica. Então, assumimos que (de alguma forma) encontramos uma solução e criamos essa curva (que chamaremos de "E") e vejamos o que acontece. | |
| Parte 2: o Teorema da Elevação da Modularidade                              | | |
| 4                                                                           | As representações de Galois de curvas elípticas ρ(E, p) para qualquer primo p > 3 foram estudadas por muitos matemáticos. Wiles visa antes de tudo provar um resultado sobre essas representações, que ele usará mais tarde: se uma curva elíptica semiestável "E" tem uma representação de Galois ρ(E, p) que é modular, a própria curva elíptica deve ser modular. Provar isso é útil de duas maneiras: facilita a contagem e a correspondência, e, significativamente, para provar que a representação é modular, teríamos apenas que provar isso para um único número primo p, e podemos fazer isso usando qualquer primo que faça nosso trabalho tornar-se fácil - não importa qual primo utilizamos. Esta é a parte mais difícil do problema - tecnicamente significa provar que se a representação de Galois ρ(E, p) é uma forma modular, todas as outras representações de Galois relacionadas ρ(E, p∞) para todas as potências de p Este é o chamado "problema de elevação modular", e Wiles se aproximou usando deformações. Qualquer curva elíptica (ou uma representação de uma curva elíptica) pode ser categorizada como redutível ou irredutível. A prova será ligeiramente diferente dependendo se a representação da curva elíptica é ou não redutível. | Comparar curvas elípticas e formas modulares diretamente é difícil. Esforços passados para contar e combinar curvas elípticas e formas modulares haviam falhado. Mas as curvas elípticas podem ser representadas na Teoria de Galois. Wiles percebeu que trabalhar com as representações de curvas elípticas, em vez das próprias curvas, tornaria a contagem e a correspondência com formas modulares muito mais fáceis. Deste ponto em diante, a prova visa principalmente provar: (1) se a representação geométrica de Galois de uma curva elíptica semiestável é modular, o mesmo acontece com a própria curva; e (2) as representações geométricas de Galois de todas as curvas elípticas semiestáveis são modulares. Juntos, eles nos permitem trabalhar com representações de curvas em vez de diretamente com as próprias curvas elípticas. Nosso objetivo original terá sido transformado em provar a modularidade das representações geométricas de Galois de curvas elípticas semiestáveis. Wiles descreveu essa percepção como um "avanço fundamental". Uma representação de Galois de curvas elípticas é G->GL(Zp).. Para mostrar que uma representação geométrica de Galois de uma curva elíptica é uma forma modular, precisamos encontrar um autovetor normalizado cujos autovalores (que são também seus coeficientes da Série de Fourier) satisfaçam uma relação de congruência para todos, exceto um número finito de primos. |
| 5                                                                           | A estratégia inicial de Wiles foi contar e combinar usando prova por Indução matemática e uma Fórmula de classe numérica ("CNF"): uma abordagem na qual, uma vez comprovada a hipótese de uma curva elíptica, ela pode ser automaticamente estendida para ser todas as curvas elípticas. | Foi nessa área que Wiles encontrou dificuldades, primeiro com a teoria horizontal de Iwasawa e mais tarde com sua extensão de Kolyvagin-Flach. O trabalho de Wiles estendendo Kolyvagin-Flach estava principalmente relacionado a tornar Kolyvagin-Flach forte o suficiente para provar a Fórmula de classe numérica completa que ele usaria. Mais tarde, descobriu-se que nenhuma dessas abordagens por si só poderia produzir uma CNF capaz de cobrir todos os tipos de curvas elípticas semi-estáveis, e a peça final de sua prova em 1995 foi perceber que ele poderia ter sucesso fortalecendo a teoria de Iwasawa com as técnicas de Kolyvagin-Flach. |
| 6                                                                           | Neste ponto, a prova mostrou um ponto chave sobre as representações de Galois: Se a representação geométrica de Galois ρ(E,p) de uma curva elíptica semi-estável E é irredutível e modular (para algum número primo p> 2), então sujeito a algumas condições técnicas, E é modular. Este é o "Teorema de levantamento de Wiles" (ou "Teorema da Elevação da Modularidade"), uma descoberta importante e revolucionária na época. | Crucialmente, este resultado não mostra apenas que as representações modulares irredutíveis implicam curvas modulares. Isso também significa que podemos provar que uma representação é modular usando qualquer número primo> 2 que achamos mais fácil de usar (porque prová-lo para apenas um primo> 2 prova isso para todos os primos> 2). Assim, podemos tentar provar que todas as nossas curvas elípticas são modulares usando um número primo como p - mas se não conseguirmos provar isso para todas as curvas elípticas, talvez possamos provar o resto escolhendo números primos diferentes como 'p' para os casos difíceis. A prova deve cobrir as representações de Galois de todas as curvas elípticas semi-estáveis E, mas para cada curva individual, nós só precisamos provar que é modular usando um número primo p.) |
| Parte 3: Provando que todas as curvas elípticas semi-estáveis são modulares | | |
| 7                                                                           | Com o teorema do levantamento provado, retornamos ao problema original. Vamos categorizar todas as curvas elípticas semi-estáveis com base na redutibilidade de suas representações de Galois e usar o poderoso teorema de elevação nos resultados. De cima, não importa qual primo é escolhido para as representações. Podemos usar qualquer número primo que seja mais fácil. 3 é o menor número primo maior que 2, e algum trabalho já foi feito em representações de curvas elípticas usando ρ (E, 3), então escolher 3 como nosso número primo é um ponto de partida útil. Wiles descobriu que era mais fácil provar que a representação era modular escolhendo um primo p = 3 nos casos em que a representação ρ (E, 3) é irredutível, mas a prova de que ρ (E, 3) é redutível era mais fácil de provar escolhendo p = 5. Então a prova se divide em dois neste ponto. | O uso da prova de ambos p = 3 e p = 5 abaixo, é o chamado "switch 3/5" referido em algumas descrições da prova, que Wiles notou em um artigo de Mazur em 1993, embora o truque em si data de volta ao século XIX. A troca entre p = 3 e p = 5 desde então abriu uma área significativa de estudo por si só (ver Conjectura de modularidade de Serre). |
| 8                                                                           | Se a representação de Galois ρ (E, 3) (isto é, usando p = 3) é irredutível, então era conhecido por volta de 1980 que sua representação de Galois também é sempre modular. Wiles usa seu teorema de levantamento de modularidade para fazer um pequeno trabalho neste caso: - Se a representação ρ (E, 3) é irredutível, então sabemos que a representação também é modular (Langlands e Jerrold Tunnell) .... mas .... - ... se a representação é ao mesmo tempo irredutível e modular, o próprio E é modular (teorema de levantamento de modularidade). | Langlands e Tunnell provaram isso em dois trabalhos no início dos anos 80. A prova é baseada no fato de que ρ(E,3) tem o mesmo grupo de simetria que a equação geral quártica em uma variável, que foi uma das poucas classes gerais da equação diofantinaconhecida naquela época a ser modular. Este resultado existente para p = 3 é crucial para a abordagem de Wiles e é uma razão para usar inicialmente p = 3. |
| 9                                                                           | Então, agora consideramos o que acontece se ρ (E, 3) é redutível. Wiles descobriu que quando a representação de uma curva elíptica usando p = 3 é redutível, era mais fácil trabalhar com p = 5 e usar seu novo teorema de elevação para provar que ρ (E, 5) sempre será modular, do que tentar prove diretamente que ρ (E, 3) em si é modular (lembrando que só precisamos provar isso para um primo). | 5 é o próximo número primo após 3, e qualquer número primo pode ser usado, talvez 5 seja um número primo mais fácil de se trabalhar do que 3? Mas parece impossível inicialmente provar que ρ (E, 5) é sempre modular, pela mesma razão que a Equação do quinto grau não pode ser resolvida por radicais. Então Wiles teve que encontrar uma maneira de contornar isso. |
| 9.1                                                                         | Se ρ (E, 3) e ρ (E, 5) são ambos redutíveis, Wiles provou diretamente que ρ (E, 5) deve ser modular. | |
| 9.2                                                                         | O último caso é se ρ (E, 3) é redutível e ρ (E, 5) é irredutível. Wiles mostrou que nesse caso, sempre se poderia encontrar outra curva elíptica semisível F tal que a representação ρ (F, 3) seja irredutível e também as representações ρ (E, 5) e ρ (F, 5) sejam isomórficas (elas estruturas idênticas). - A primeira dessas propriedades mostra que F deve ser modular (Langlands e Tunnell novamente: todas as representações irredutíveis com p = 3 são modulares). - Se F é modular, então sabemos que ρ (F, 5) deve ser modular também. - Mas como as representações de E e F com p = 5 têm exatamente a mesma estrutura, e sabemos que ρ (F, 5) é modular, ρ (E, 5) deve ser modular também. | |
| 9.3                                                                         | Portanto, se ρ(E,3) é redutível, provamos que ρ (E, 5) sempre será modular. Mas se ρ(E,5) é modular, então o teorema da elevação da modularidade mostra que o próprio E é modular. | Este passo mostra o poder real do teorema de levantamento de modularidade. |
| Resultados                                                                  | | |
| 10                                                                          | Provamos agora que, seja ou não ρ (E, 3), é irredutível, E (que poderia ser qualquer curva elíptica semiestável) será sempre modular. Isso significa que todas as curvas elípticas semiestáveis devem ser modulares. Isso prova matematicamente: (a) A Conjectura de Taniyama-Shimura para curvas semiestáveis elípticas; e também (b) Porque não pode haver uma contradição, também prova que os tipos de curvas elípticas descritas por Frey não podem realmente existir. Portanto, nenhuma solução para a equação de Fermat pode existir, então o Último teorema de Fermat também é verdadeiro. | Temos nossa prova por contradição, porque provamos que, se o último teorema de Fermat estiver incorreto, poderíamos criar uma curva elíptica que não pode ser modular (o Teorema de Ribet) e deve ser modular (Wiles). Como não pode ser ambos, a única resposta é que não existe tal curva. |

### Desenvolvimentos Subsequentes
Ainda no Século XVII, Fermat alegou "... ter descoberto uma prova verdadeiramente maravilhosa disso, que essa margem é estreita demais para conter". A prova de Andrew Wiles é muito complexa, e incorpora o trabalho de tantos outros especialistas que, conforme dito por Wiles, apenas um pequeno número de pessoas era capaz de compreender plenamente naquele momento todos os detalhes do que ele havia feito. [2] [22] ] A complexidade da prova de Wiles motivou uma conferência de 10 dias na Universidade de Boston; o livro resultante dos anais da conferência teve como objetivo tornar acessível todo o leque de tópicos necessários aos estudantes de pós-graduação em Teoria dos números.
Como mencionado acima, Wiles provou a Conjectura de Taniyama-Shimura (que, a partir de então passou a ser chamada de Teorema de Shimura-Taniyama-Weil) para o caso especial de curvas semielípticas, e não para todas as curvas elípticas. Nos anos seguintes, os matemáticos Christophe Breuil, Brian Conrad, Fred Diamond e Richard Taylor (às vezes abreviado como "BCDT") levaram o trabalho adiante, provando a Conjectura de Taniyama-Shimura para todas as curvas elípticas em um artigo de 2001. Agora provada, essa conjectura então passou a ser chamada de Teorema de Shimura-Taniyama-Weil, ou Teorema da Modularidade.
A busca pela solução do teorema propiciou a criação da Teoria algébrica dos números, no século XIX, e do Teorema de Shimura-Taniyama-Weil no século XX. Por isso, segundo a revista Super Interessante, "apesar de diretamente o teorema não ter efeitos práticos para a humanidade, indiretamente, a secular busca dessas fórmula mítica permitiu o desenvolvimento de inúmeras poderosas e sofisticadas ferramentas de trabalho que enriqueceram bastante a matemática moderna."
Em 2006, o cientista holandês de computação Jan Bergstra colocou o problema de formalizar a prova de Wiles de tal forma que ela pudesse ser verificada por computador.
1. ↑  NASAR, Sylvia, Uma Mente Brilhante, 1.ed. Rio de Janeiro: Record, 2002.
2. ↑  g1.globo.com/ Matemático que solucionou problema de 357 anos recebe o prêmio Abel
3. 1 2  Fermat's Last Theorem, Simon Singh, 1997, ISBN 1-85702-521-0
4. ↑  Kolata, Gina (24 de junho de 1993). «At Last, Shout of 'Eureka!' In Age-Old Math Mystery». The New York Times. Consultado em 21 de janeiro de 2013
5. ↑  folha.uol.com.br/ Erro desfaz prova do último teorema de Fermat
6. ↑  folha.uol.com.br/ Último teorema de Fermat levou 350 anos para ser demonstrado
7. 1 2  «The Abel Prize 2016». Norwegian Academy of Science and Letters. 2016. Consultado em 29 de junho de 2017
8. ↑  Wiles, Andrew (1995). «Modular elliptic curves and Fermat's Last Theorem» (PDF). Annals of Mathematics. 141 (3): 443–551. CiteSeerX 10.1.1.169.9076. JSTOR 2118559. OCLC 37032255. doi:10.2307/2118559
9. ↑  Taylor R, Wiles A (1995). «Ring theoretic properties of certain Hecke algebras». Annals of Mathematics. 141 (3): 553–572. CiteSeerX 10.1.1.128.531. JSTOR 2118560. OCLC 37032255. doi:10.2307/2118560. Arquivado do original em 27 de novembro de 2001
10. ↑  Hellegouarch, Yves (2001). Invitation to the Mathematics of Fermat–Wiles. [S.l.]: Academic Press. ISBN 978-0-12-339251-0
11. ↑  Singh, pp. 194–198; Aczel, pp. 109–114.
12. 1 2  G. Cornell, J. H. Silverman and
G. Stevens, Modular forms and Fermat's Last Theorem, ISBN 0-387-94609-8
13. ↑  Daney, Charles (13 de março de 1996). «The Proof of Fermat's Last Theorem». Consultado em 29 de junho de 2017
14. ↑  Cornell, Gary; Silverman, Joseph H.; Stevens, Glenn (2013). Modular Forms and Fermat's Last Theorem illustrated ed. [S.l.]: Springer Science & Business Media. p. 549. ISBN 978-1-4612-1974-3 Extract of page 549
15. ↑  O'Carroll, Eoin (17 de agosto de 2011). «Why Pierre de Fermat is the patron saint of unfinished business». The Christian Science Monitor. ISSN 0882-7729. Consultado em 29 de junho de 2017
16. ↑  Breuil, Christophe; Conrad, Brian; Diamond, Fred; Taylor, Richard (2001). «On the modularity of elliptic curves over 𝐐: Wild 3-adic exercises». Journal of the American Mathematical Society. 14 (4): 843–939. ISSN 0894-0347. doi:10.1090/S0894-0347-01-00370-8
17. ↑  super.abril.com.br/ Desvendando o mistério último Teorema de Fermat